# Arrondissement de Constance
L'arrondissement de Constance est un arrondissement (« Landkreis » en allemand) de Bade-Wurtemberg (Allemagne), situé dans le district (« Regierungsbezirk » en allemand) de Fribourg-en-Brisgau. Son chef-lieu est Constance.

## Tableau Général des Communes
| Unité Territoriale     | Statut                        | Nbre Quartiers Ortsteile/Stadtteile | Bourgmestre (Parti)      | Code Postal                 | Indicatif Téléphonique            | Code Plaque Minéralogique | Superficie | Population | Date population | Densité  |
| ---------------------- | ----------------------------- | ----------------------------------- | ------------------------ | --------------------------- | --------------------------------- | ------------------------- | ---------- | ---------- | --------------- | -------- |
| Aach                   | Ville                         | 1                                   | Severin Graf (CDU)       | 78267                       | +49-07774                         | KN                        | 10,68 km²  | 2 243      | 31/12/2015      | 210,02   |
| Allensbach             | Commune                       | 4                                   | Stefan Friedrich         | 78476                       | +49-07533                         | KN                        | 26,54 km²  | 7 088      | 31/12/2015      | 267,07   |
| Bodman-Ludwigshafen    | Commune                       | 3                                   | Matthias Weckbach        | 78351                       | +49-07773                         | KN                        | 28,04 km²  | 4 642      | 31/12/2015      | 165,55   |
| Büsingen am Hochrhein  | Commune                       | 1                                   | Markus Möll              | 78266 (CH-6238)             | +49-07734 (CH+41-052)             | BÜS                       | 7,62 km²   | 1 358      | 31/12/2015      | 178,22   |
| Constance              | Grande Ville d'Arrondissement | 15                                  | Ulrich Burchardt (CDU)   | 78462, 78464 78465 et 78467 | +49-07531 et +49-07533            | KN                        | 54,11 km²  | 82 859     | 31/12/2015      | 1 531,31 |
| Eigeltingen            | Commune                       | 5                                   | Alois Fritschi (CDU)     | 78253                       | +49-07774                         | KN                        | 59,29 km²  | 3 751      | 31/12/2015      | 63,27    |
| Engen                  | Ville                         | 9                                   | Johannes Moser           | 78234                       | +49-07733                         | KN                        | 70,54 km²  | 10 435     | 31/12/2015      | 147,93   |
| Gaienhofen             | Commune                       | 4                                   | Uwe Eisch (CDU)          | 78343                       | +49-07735                         | KN                        | 12,55 km²  | 3 394      | 31/12/2015      | 270,44   |
| Gailingen am Hochrhein | Commune                       | 1                                   | Heinz Brennenstuhl (CDU) | 78262                       | +49-07734                         | KN                        | 13,16 km²  | 2 906      | 31/12/2015      | 220,82   |
| Gottmadingen           | Commune                       | 6                                   | Michael Klinger          | 78244                       | +49-07731                         | KN                        | 23,58 km²  | 10 357     | 31/12/2015      | 439,23   |
| Hilzingen              | Commune                       | 6                                   | Rupert Metzler (FDP)     | 78247                       | +49-07731 et +49-07739            | KN                        | 53,03 km²  | 8 493      | 31/12/2015      | 160,15   |
| Hohenfels              | Commune                       | 6                                   | Florian Zindeler         | 78355                       | +49-07557, +49-07771 et +49-07775 | KN                        | 30,50 km²  | 2 059      | 31/12/2015      | 67,51    |
| Moos                   | Commune                       | 4                                   | Peter Kessler            | 78345                       | +49-07732                         | KN                        | 14,38 km²  | 3 307      | 31/12/2015      | 229,97   |
| Mühlhausen-Ehingen     | Commune                       | 2                                   | Hans-Peter Lehmann (CDU) | KN                          | 78259                             | +49-07733                 | 17,82 km²  | 3 793      | 31/12/2015      | 212,85   |
| Mühlingen              | Commune                       | 5                                   | Manfred Jüppner (CDU)    | 78357                       | +49-07775                         | KN                        | 32,67 km²  | 2 319      | 31/12/2015      | 70,98    |
| Öhningen               | Commune                       | 3                                   | Andreas Schmid (CDU)     | 78337                       | +49-07735                         | KN                        | 28,20 km²  | 3 634      | 31/12/2015      | 128,87   |
| Orsingen-Nenzingen     | Commune                       | 2                                   | Bernhard Volk            | 78359                       | +49-07771 et +49-07774            | KN                        | 22,23 km²  | 3 358      | 31/12/2015      | 151,06   |
| Radolfzell am Bodensee | Ville-Arrondissement          | 7                                   | Martin Staab             | 78315                       | +49-07732                         | KN                        | 58,57 km²  | 30 943     | 31/12/2015      | 528,31   |
| Reichenau              | Commune                       | 1                                   | Wolfgang Zoll            | 78479                       | +49-07531 et +49-07534            | KN                        | 12,72 km²  | 5 262      | 31/12/2015      | 413,68   |
| Rielasingen-Worblingen | Commune                       | 3                                   | Ralf Baumert (SPD)       | 78239                       | +49-07731                         | KN                        | 18,57 km²  | 11 807     | 31/12/2015      | 635,81   |
| Singen                 | Ville-Arrondissement          | 7                                   | Bernd Häusler (CDU)      | 78224                       | +49-07731 et +49-07738            | KN                        | 61,77 km²  | 47 287     | 31/12/2015      | 765,53   |
| Steißlingen            | Commune                       | 2                                   | Artur Ostermaier         | 78256                       | +49-07738                         | KN                        | 24,52 km²  | 4 716      | 31/12/2015      | 192,33   |
| Stockach               | Ville                         | 10                                  | Rainer Stolz             | 78333                       | +49-07771                         | KN                        | 69,75 km²  | 16 677     | 31/12/2015      | 239,10   |
| Tengen                 | Ville                         | 9                                   | Marian Schreier (SPD)    | 78250                       | +49-07736                         | KN                        | 61,98 km²  | 4 584      | 31/12/2015      | 73,96    |
| Volkertshausen         | Commune                       | 1                                   | Alfred Mutter (CDU)      | 78269                       | +49-07774                         | KN                        | 5,15 km²   | 3 016      | 31/12/2015      | 585,63   |
| Constance              | 25 Communes                   |                                     |                          |                             |                                   |                           | 817,97 km² | 280 288    | 31/12/2015      | 342,66   |